# Attemsmoor

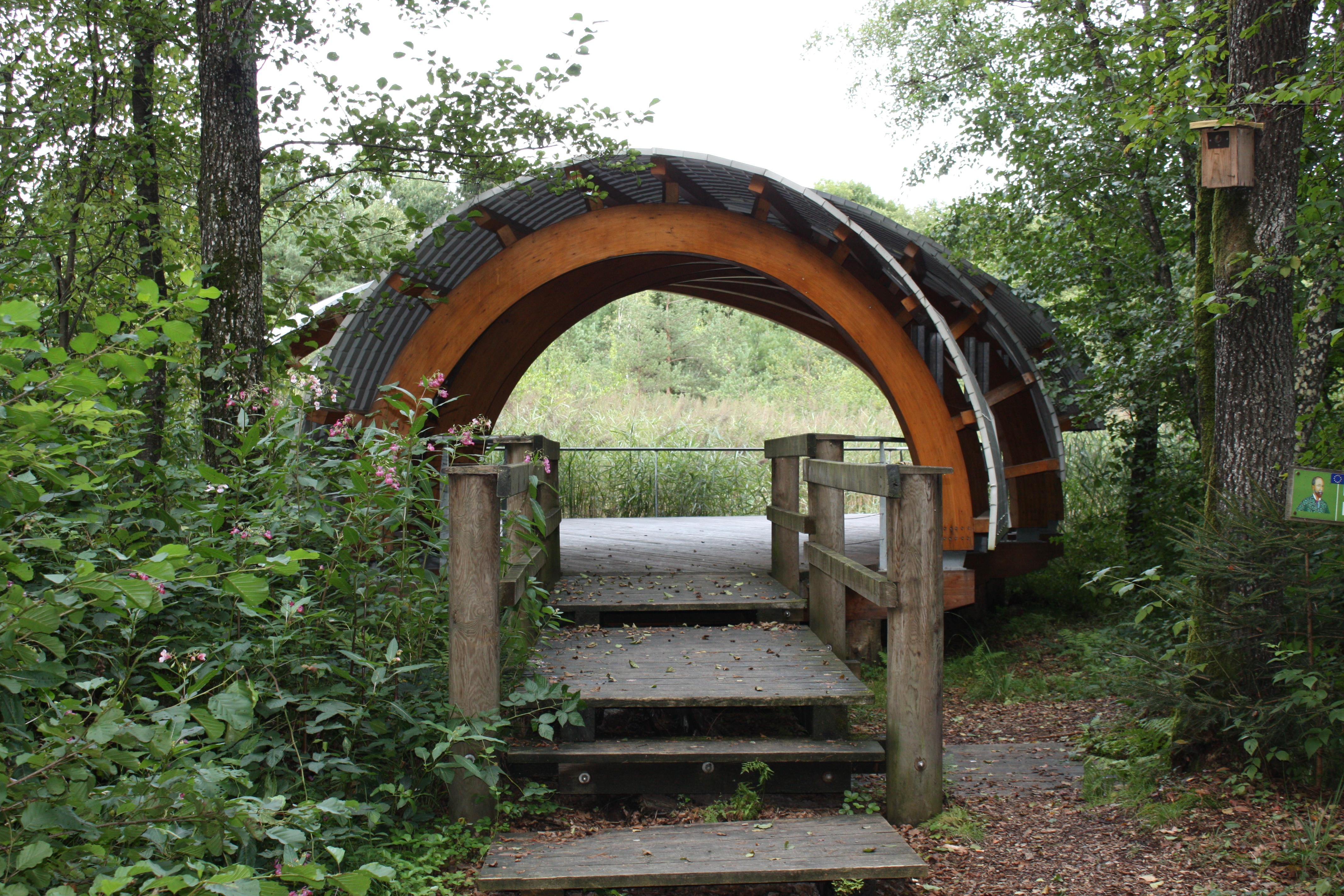
Aussichtswarte im Attemsmoor (Herbst)

Das Attemsmoor ist ein nach Graf Attems benanntes Moor in der südlichen Steiermark. Es befindet sich im nördlichen Gemeindegebiet von Straß in Steiermark in Richtung Lind und liegt nahe der Pyhrn Autobahn A9. Es erstreckt sich über nahezu 15 ha, davon sind 8 ha Niedermoor.
Das Moor ist ein Durchströmungsmoor des Linderbaches. Es entwickelte sich aus einem Überflutungsmoor. Durch einen Grundwasserstrom knapp unter der Mooroberfläche entsteht ein schnell wachsender, lockerer Torf mit hohem Ausdehnungsvermögen.
Dies bedingt, dass bei einer Veränderung des Wasserdargebotes (Niederschlagsphase) die Oberfläche des Moores sich heben und senken kann, und das Grundwasser nie an die Oberfläche tritt.
Auf einem gesicherten Moorpfad mit Aussichtswarten kann das Moor über Knüppelwege und Stege erkundet werden. Im Österreichischen Moorschutzkatalog wird dem Straßer Attemsmoor nationale Bedeutung zuerkannt.

## Flora
- Farne, Torfmoose
- Rundblättriger Sonnentau, Schmalblättriges Wollgras, Fuchs’ Knabenkraut, Blutweiderich, Gilbweiderich, Sumpf-Schwertlilie, Sumpfdotterblume, Kuckuckslichtnelke

## Fauna
- Insekten: Frühe Adonislibelle, Blauflügel-Prachtlibelle, Kleiner Blaupfeil
- Vögel: Rohrammer, Kuckuck, Schwanzmeise, Kohlmeise, Blaumeise, Kleiber, Singdrossel
- Lurche: Moorfrosch
- Reptilien:  Blindschleiche, Ringelnatter